# Europees kampioenschap basketbal vrouwen 1999
Het 27e Europees kampioenschap basketbal vrouwen vond plaats van 28 mei tot 6 juni 1999 in Polen. 12 nationale teams speelden in Poznań, Pruszków en Katowice om de Europese titel.

## Voorronde
De 12 deelnemende landen zijn onderverdeeld in twee poules van zes landen. De top vier van elke poule plaatsten zich voor de kwartfinales. De overige landen speelden om de negende plaats.

### Groep A
| Datum  | Land      | Score    | Land      |
| ------ | --------- | -------- | --------- |
| 28 mei | Kroatië   | 71 – 76  | Letland   |
| 28 mei | Rusland   | 65 – 48  | Duitsland |
| 28 mei | Slowakije | 43 – 56  | Frankrijk |
| 29 mei | Duitsland | 63 – 73  | Kroatië   |
| 29 mei | Frankrijk | 53 – 59  | Rusland   |
| 29 mei | Letland   | 43 – 68  | Slowakije |
| 30 mei | Kroatië   | 50 – 73  | Rusland   |
| 30 mei | Letland   | 56 – 63  | Frankrijk |
| 30 mei | Slowakije | 75 – 61  | Duitsland |
| 1 juni | Frankrijk | 71 – 51  | Kroatië   |
| 1 juni | Duitsland | 75 – 65  | Letland   |
| 1 juni | Rusland   | 71 – 59  | Slowakije |
| 2 juni | Duitsland | 60 – 68  | Frankrijk |
| 2 juni | Slowakije | 53 – 64  | Kroatië   |
| 2 juni | Letland   | 71 – 100 | Rusland   |

| Groep A |           |             |             |             |            |            |            |        |
| #       | Land      | Wedstrijden | Wedstrijden | Wedstrijden | Doelpunten | Doelpunten | Doelpunten | Punten |
| #       | Land      | G           | W           | V           | V          | T          | Saldo      | Punten |
| 1       | Rusland   | 5           | 5           | 0           | 368        | 281        | +87        | 10     |
| 2       | Frankrijk | 5           | 4           | 1           | 311        | 269        | +42        | 9      |
| 3       | Kroatië   | 5           | 2           | 3           | 309        | 336        | -27        | 7      |
| 4       | Slowakije | 5           | 2           | 3           | 298        | 295        | +3         | 7      |
| 5       | Duitsland | 5           | 1           | 4           | 307        | 346        | -39        | 6      |
| 6       | Letland   | 5           | 1           | 4           | 311        | 377        | -66        | 6      |

### Groep B
| Datum  | Land                  | Score   | Land                  |
| ------ | --------------------- | ------- | --------------------- |
| 28 mei | Tsjechië              | 67 – 52 | Italië                |
| 28 mei | Litouwen              | 79 – 72 | Polen                 |
| 28 mei | FR Joegoslavië        | 93 – 48 | Bosnië en Herzegovina |
| 29 mei | Italië                | 57 – 63 | Litouwen              |
| 29 mei | Polen                 | 81 – 74 | FR Joegoslavië        |
| 29 mei | Bosnië en Herzegovina | 59 – 90 | Tsjechië              |
| 30 mei | FR Joegoslavië        | 59 – 55 | Litouwen              |
| 30 mei | Tsjechië              | 78 – 75 | Polen                 |
| 30 mei | Bosnië en Herzegovina | 44 – 64 | Italië                |
| 1 juni | Litouwen              | 86 – 76 | Tsjechië              |
| 1 juni | Polen                 | 75 – 53 | Bosnië en Herzegovina |
| 1 juni | Italië                | 59 – 58 | FR Joegoslavië        |
| 2 juni | Bosnië en Herzegovina | 69 – 99 | Litouwen              |
| 2 juni | Tsjechië              | 75 – 85 | FR Joegoslavië        |
| 2 juni | Polen                 | 80 – 71 | Italië                |

| Groep B |                       |             |             |             |            |            |            |        |
| #       | Land                  | Wedstrijden | Wedstrijden | Wedstrijden | Doelpunten | Doelpunten | Doelpunten | Punten |
| #       | Land                  | G           | W           | V           | V          | T          | Saldo      | Punten |
| 1       | Litouwen              | 5           | 4           | 1           | 382        | 333        | +49        | 9      |
| 2       | Polen                 | 5           | 3           | 2           | 383        | 355        | +28        | 8      |
| 3       | FR Joegoslavië        | 5           | 3           | 2           | 369        | 318        | +51        | 8      |
| 4       | Tsjechië              | 5           | 3           | 2           | 386        | 357        | +29        | 8      |
| 5       | Italië                | 5           | 2           | 3           | 303        | 312        | -9         | 7      |
| 6       | Bosnië en Herzegovina | 5           | 0           | 5           | 273        | 421        | -148       | 5      |

## Kwartfinales
| Datum  | Land      | Score   | Land           |
| ------ | --------- | ------- | -------------- |
| 4 juni | Frankrijk | 64 – 58 | FR Joegoslavië |
| 4 juni | Litouwen  | 63 – 69 | Slowakije      |
| 4 juni | Polen     | 72 – 51 | Kroatië        |
| 4 juni | Rusland   | 61 – 51 | Tsjechië       |

## Plaatsingswedstrijden 9e-12e plaats
| Datum               | Land                  | Score   | Land                  |
| ------------------- | --------------------- | ------- | --------------------- |
| 4 juni              | Duitsland             | 65 – 75 | Bosnië en Herzegovina |
| 4 juni              | Italië                | 54 – 55 | Letland               |
| 5 juni (11e plaats) | Duitsland             | 69 – 73 | Italië                |
| 5 juni (9e plaats)  | Bosnië en Herzegovina | 60 – 64 | Letland               |

## Plaatsingswedstrijden 5e-8e plaats
| Datum              | Land           | Score   | Land     |
| ------------------ | -------------- | ------- | -------- |
| 5 juni             | FR Joegoslavië | 57 – 71 | Litouwen |
| 5 juni             | Kroatië        | 52 – 67 | Tsjechië |
| 6 juni (7e plaats) | FR Joegoslavië | 88 – 61 | Kroatië  |
| 6 juni (5e plaats) | Litouwen       | 43 – 53 | Tsjechië |

## Halve finales
| Datum  | Land      | Score   | Land      |
| ------ | --------- | ------- | --------- |
| 5 juni | Polen     | 66 – 61 | Rusland   |
| 5 juni | Frankrijk | 66 – 39 | Slowakije |

## Bronzen finale
| Datum  | Land    | Score   | Land      |
| ------ | ------- | ------- | --------- |
| 6 juni | Rusland | 78 – 49 | Slowakije |

## Finale
| Datum  | Land  | Score   | Land      |
| ------ | ----- | ------- | --------- |
| 6 juni | Polen | 59 – 56 | Frankrijk |

## Eindrangschikking
| Goud   | Polen     |
| Zilver | Frankrijk |
| Brons  | Rusland   |
| 4      | Slowakije |
| 5      | Tsjechië  |
| 6      | Litouwen  |

| 7  | FR Joegoslavië        |
| 8  | Kroatië               |
| 9  | Letland               |
| 10 | Bosnië en Herzegovina |
| 11 | Italië                |
| 12 | Duitsland             |

1938 · 
1950 · 
1952 · 
1954 · 
1956 · 
1958 · 
1960 · 
1962 · 
1964 · 
1966 · 
1968 · 
1970 · 
1972 · 
1974 · 
1976 · 
1978 · 
1980 · 
1981 · 
1983 · 
1985 · 
1987 · 
1989 · 
1991 · 
1993 · 
1995 · 
1997 · 
1999 · 
2001 · 
2003 · 
2005 · 
2007 · 
2009 · 
2011 · 
2013 · 
2015 · 
2017 · 
2019 · 
2021 · 
2023